# Алькала-ла-Реаль
Алькала-ла-Реаль (ісп. Alcalá la Real) — муніципалітет в Іспанії, у складі автономної спільноти Андалусія, у провінції Хаен. Населення — 22 759 осіб (2010).
Муніципалітет розташований на відстані близько 330 км на південь від Мадрида, 37 км на південь від Хаена.
На території муніципалітету розташовані такі населені пункти: (дані про населення за 2010 рік)
- Алькала-ла-Реаль: 17307 осіб
- Касеріас: 92 особи
- Чарілья: 438 осіб
- Ерміта-Нуева: 650 осіб
- Фуенте-Аламо: 198 осіб
- Лас-Грахерас: 181 особа
- Ортічуела: 171 особа
- Мурес: 737 осіб
- Ла-Педріса: 326 осіб
- Рібера-Альта: 334 особи
- Рібера-Баха: 131 особа
- Ла-Рабіта: 866 осіб
- Санта-Ана: 1006 осіб
- Вента-де-Аграмадерос: 223 особи
- Вільялобос: 99 осіб

## Демографія
Динаміка населення (INE ):

## Галерея зображень

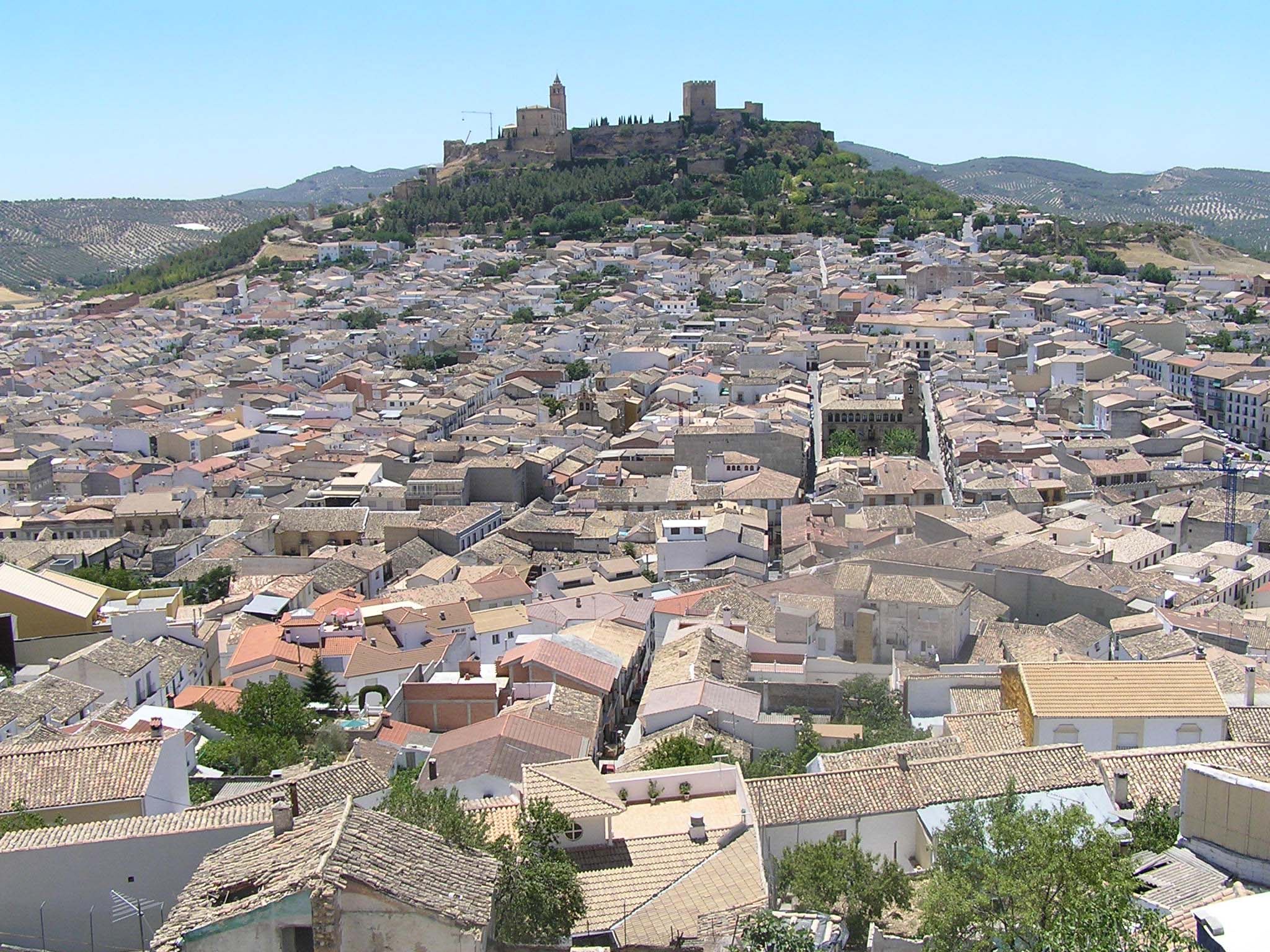
Місто Алькала-ла-Реаль
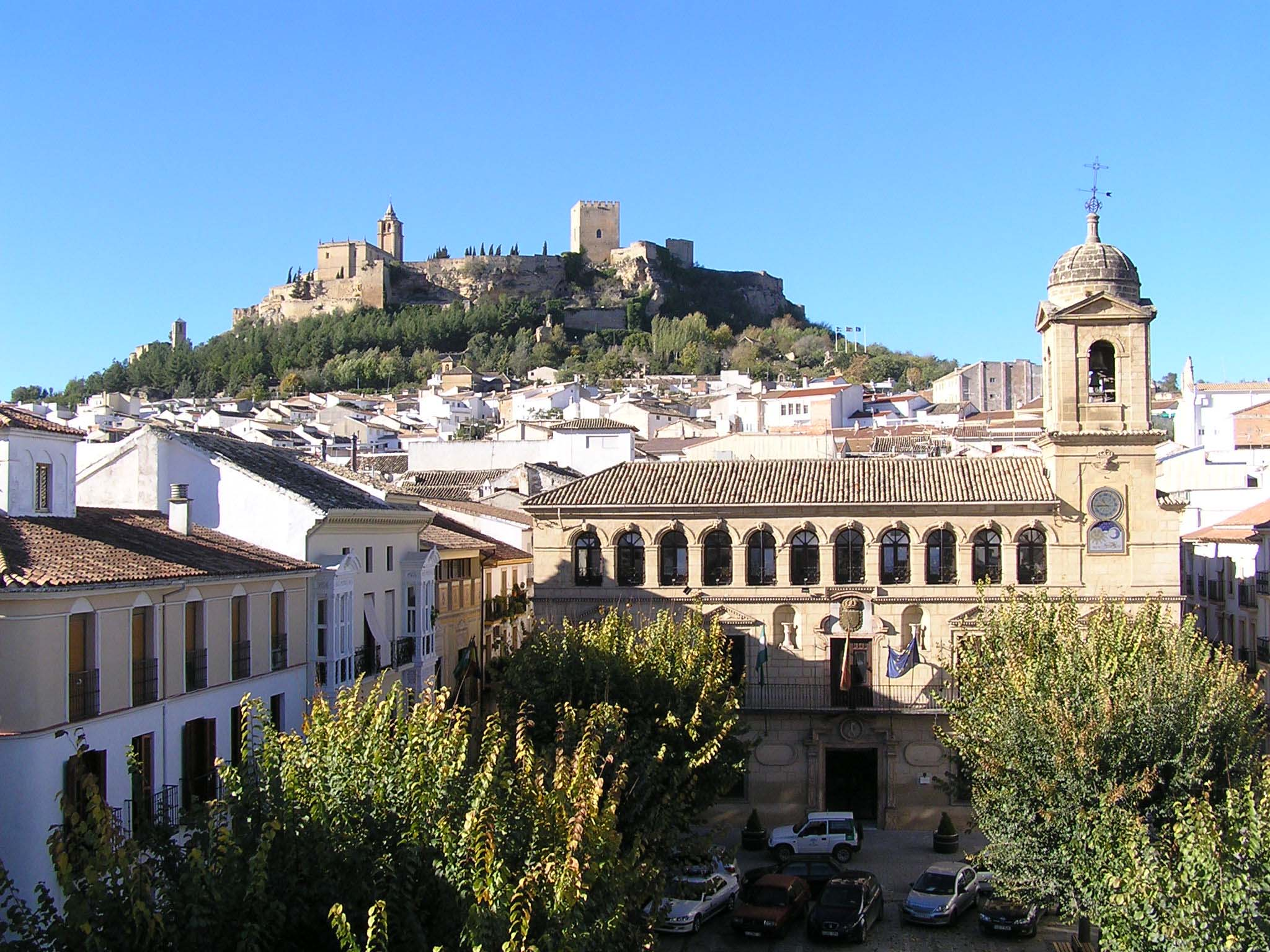
Алькала-ла-Реаль, панорама
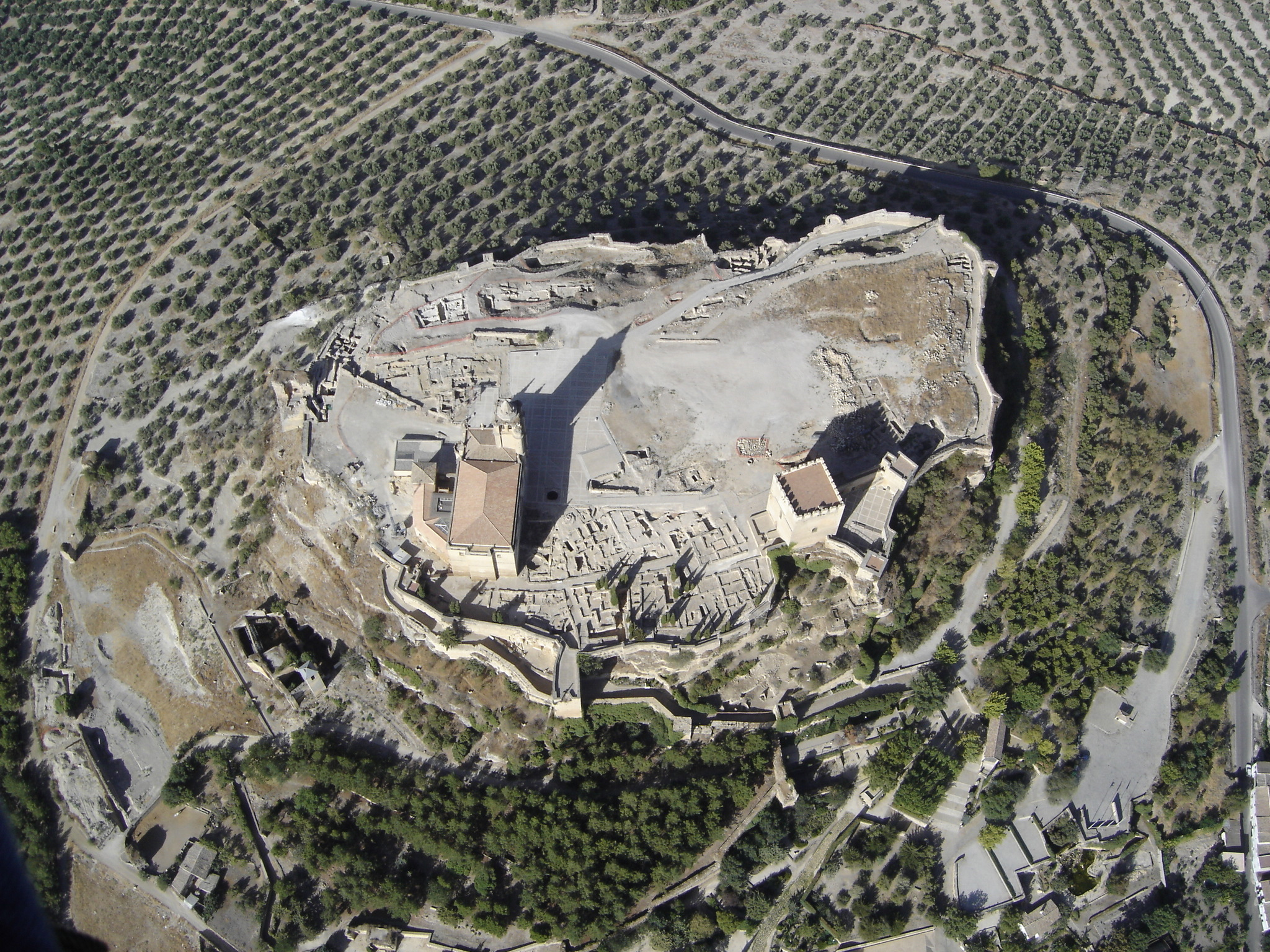
Фортеця Ла-Мота
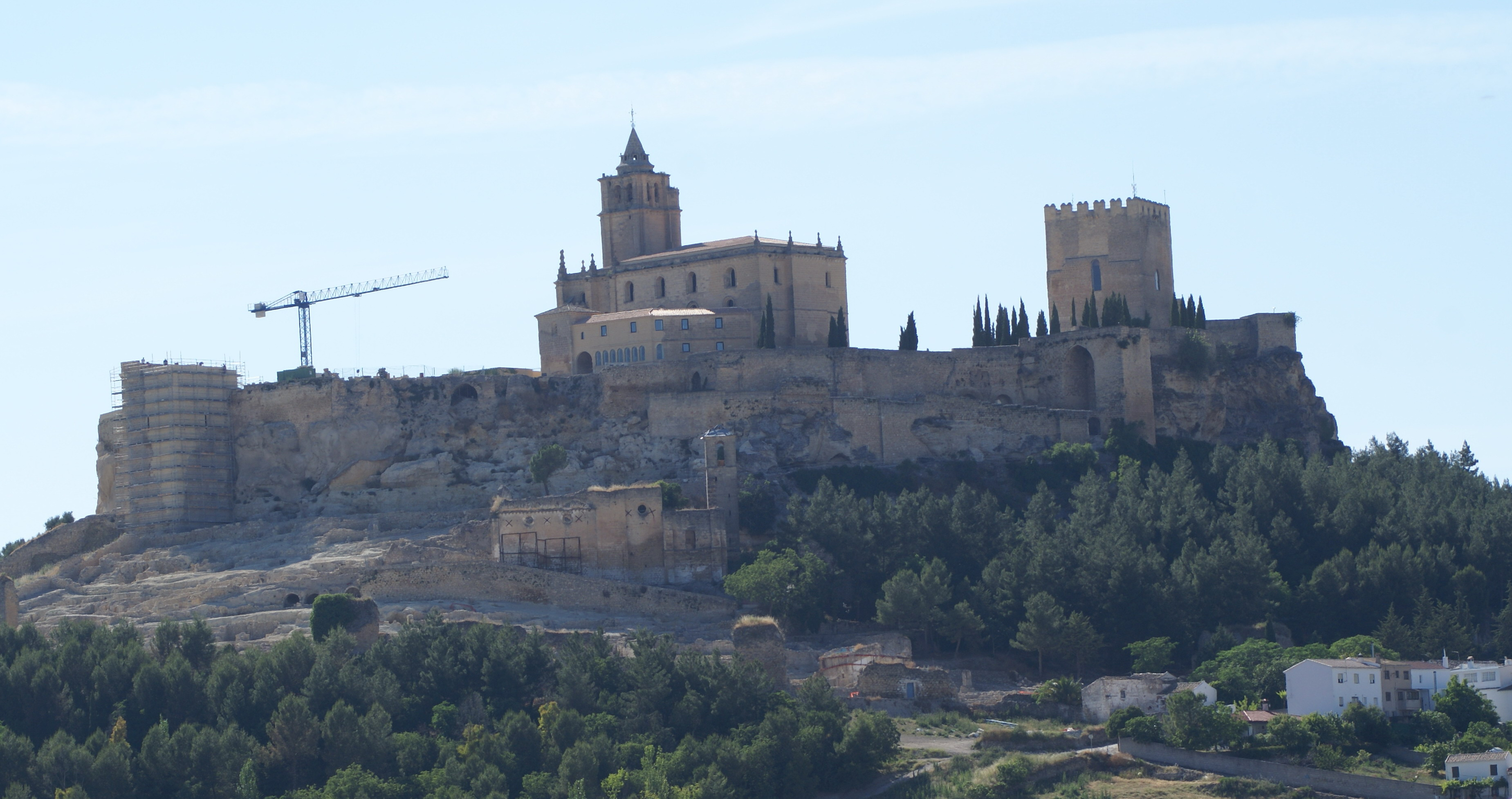
Ла-Мота
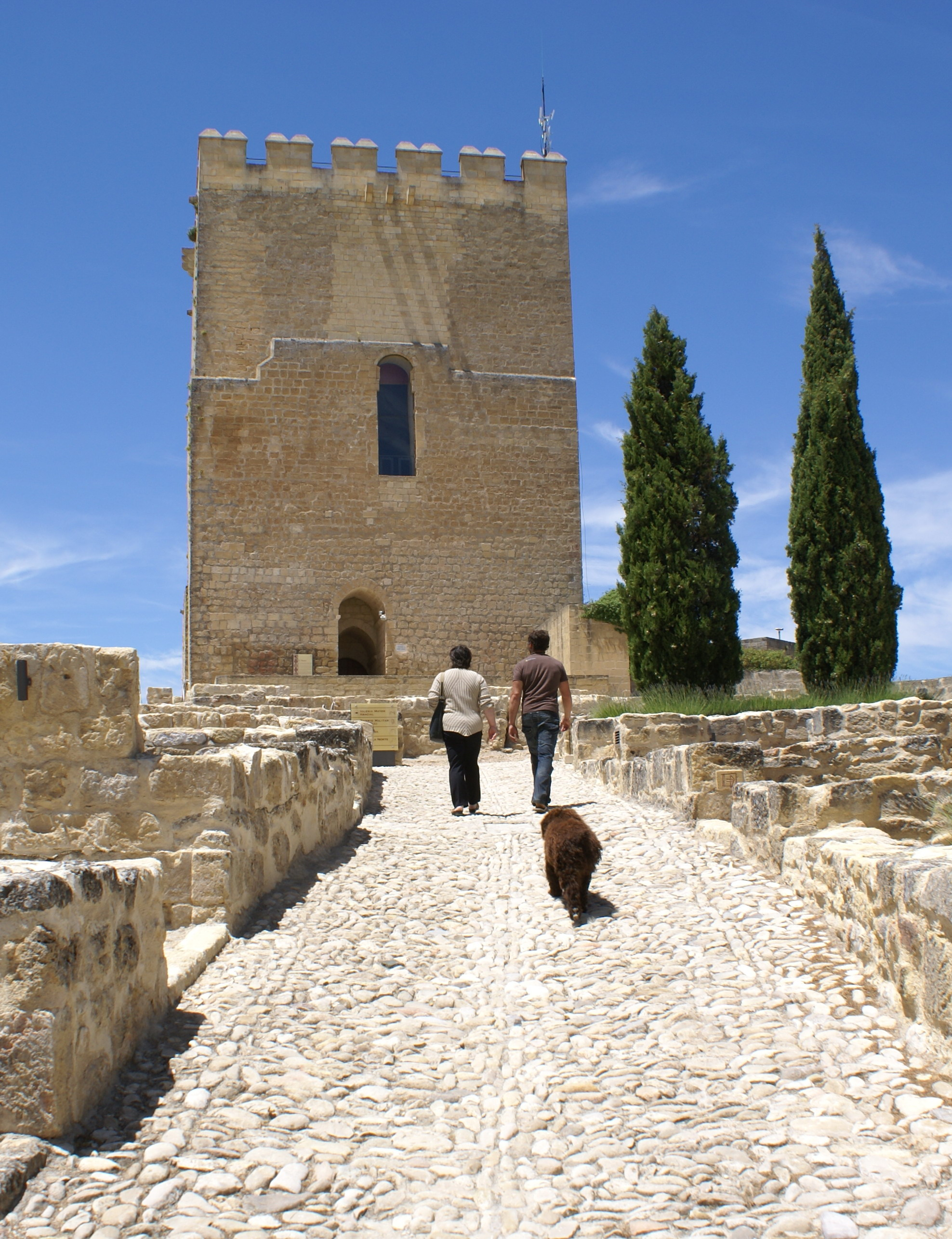
Донжон замку в Алькала-ла-Реалі
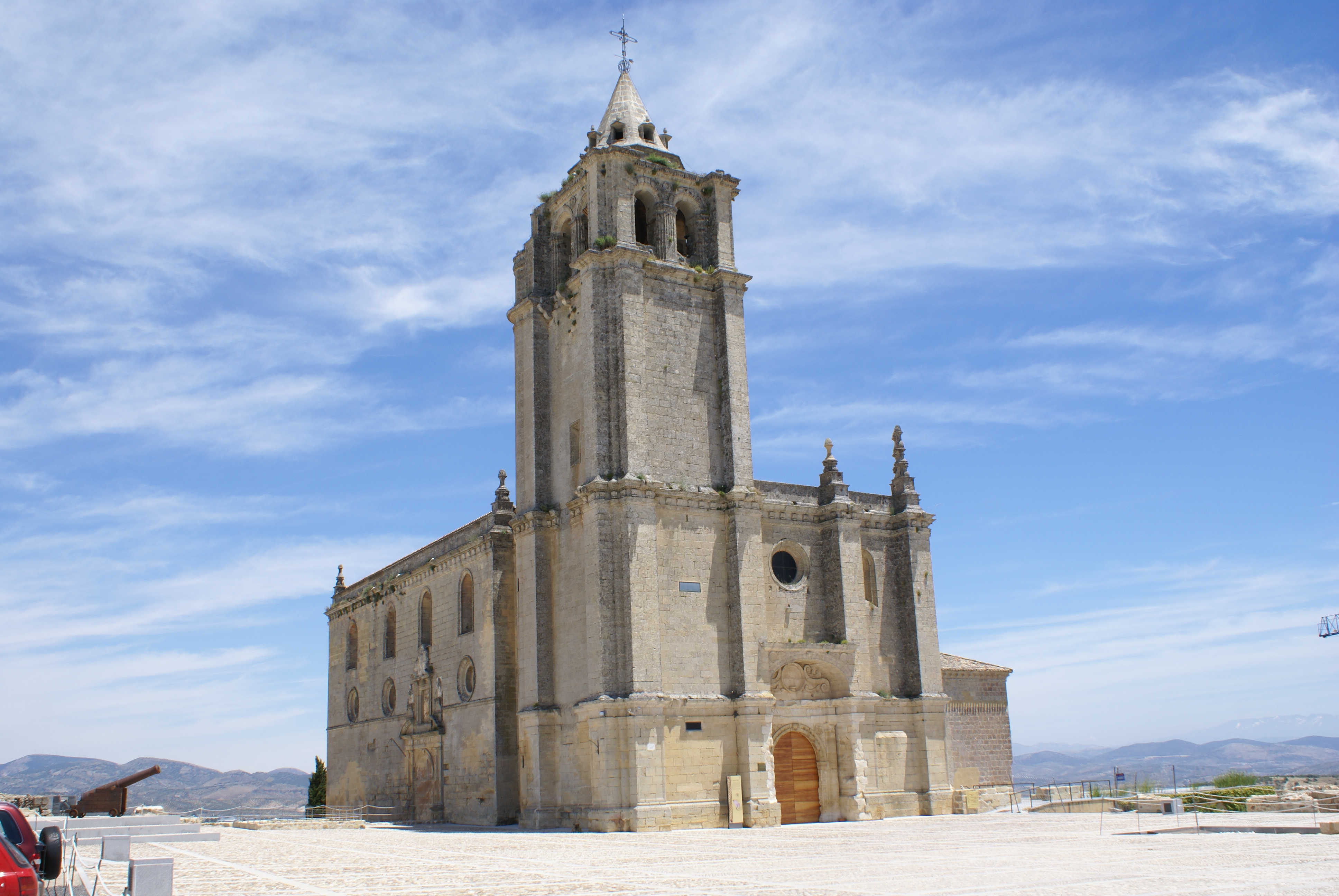
La Iglesia Mayor Abacial de la Fortaleza de la Mota
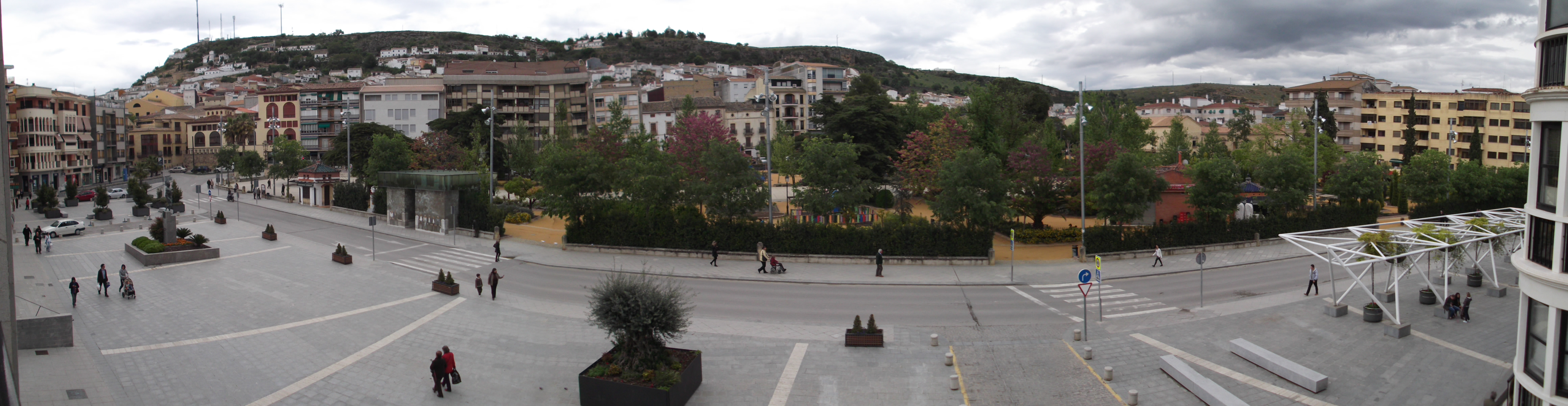
Panoramica del paseo de los Alamos
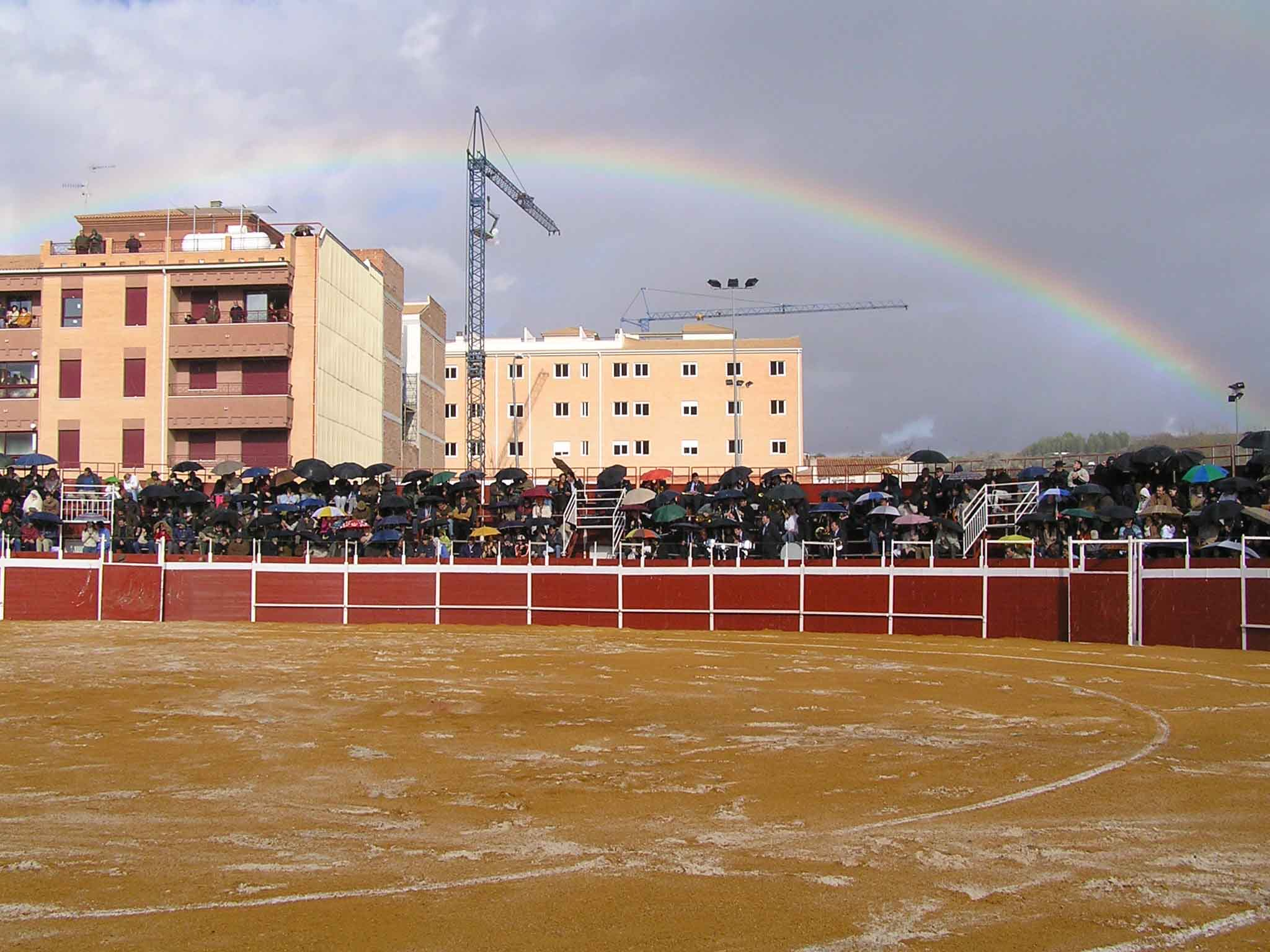
Arcoíris en Alcalá la Real
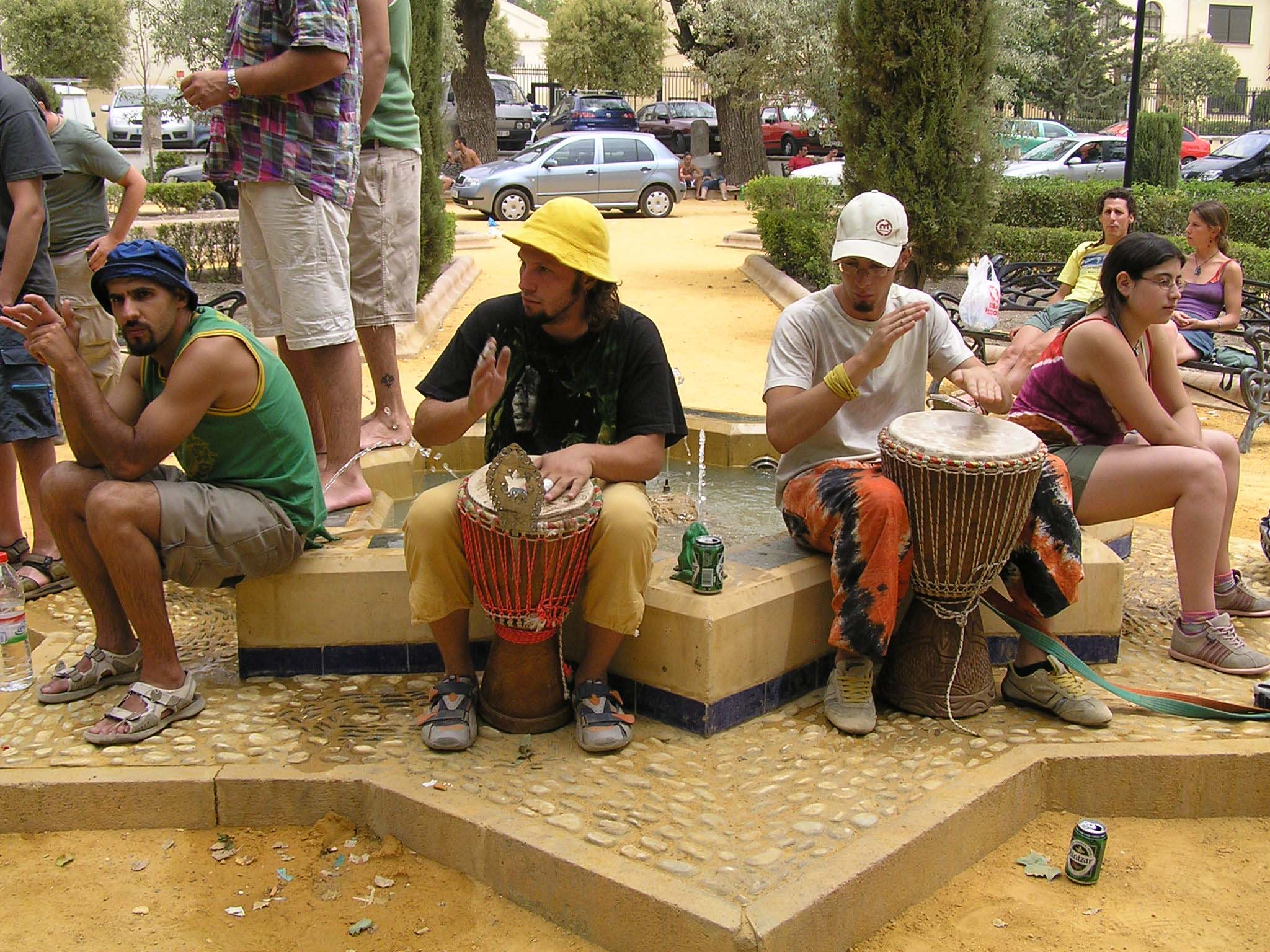
Visitantes tocando timbales durante la X edición de Etnosur, julio de 2006
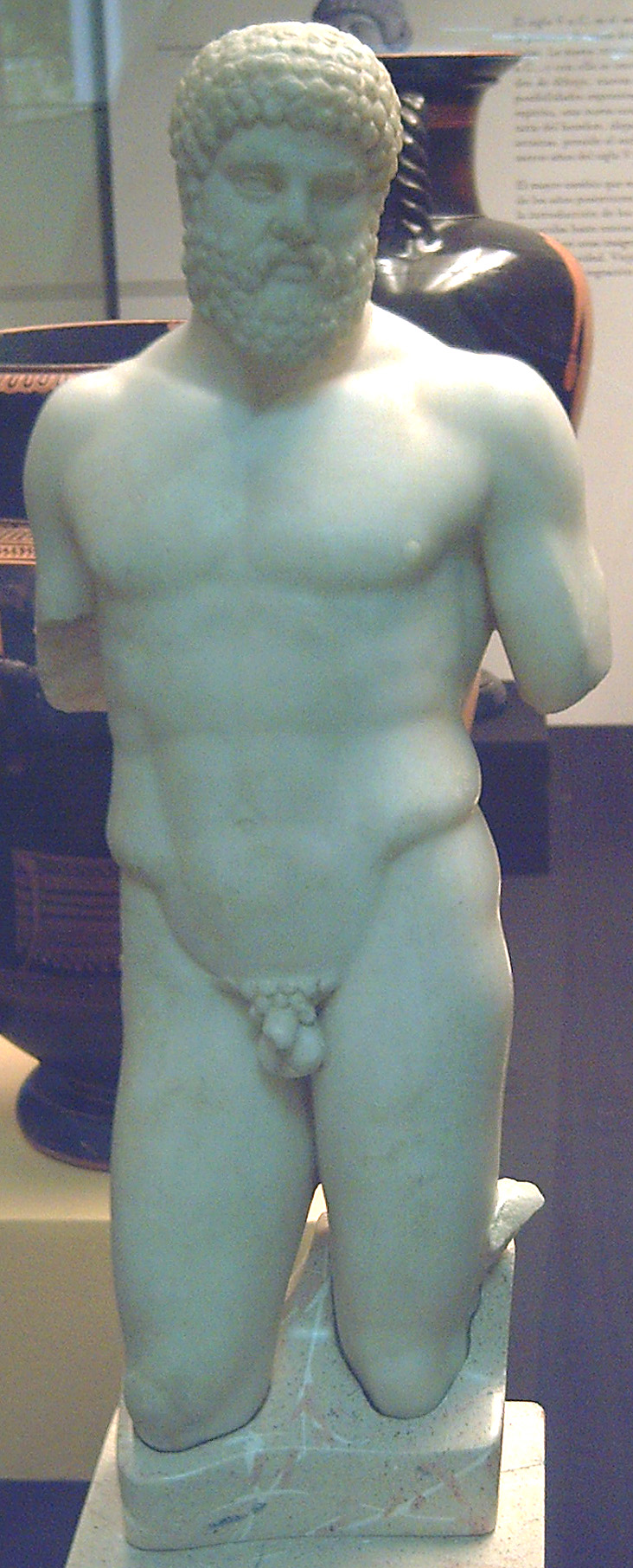
Hércules esculpido en mármol del S. I, encontrado en Alcalá la Real, instalado en el Museo Nacional de Arqueología de España, Madrid